# Claude-Jean Bertrand
Pour les articles homonymes, voir Bertrand.
Claude-Jean Bertrand (né le 1er mai 1934 à Alger, mort le 21 septembre 2007) est un universitaire français, agrégé d'anglais (1956), spécialiste des questions d’éthique journalistique et de l’étude des médias aux États-Unis. Après avoir exercé aux universités de Strasbourg et Paris X, il devint professeur émérite à l'Institut français de presse (Université Paris II) où il avait enseigné jusqu'en 1995.
Claude-Jean Bertrand fut un militant de la régulation des médias et le concepteur des MARS (« Moyens d’assurer la responsabilité sociale »).
Il a soutenu l'Association pour la Préfiguration d’un Conseil de Presse en France, constituée en 2006.

## Œuvres
- Bertrand, L'Arsenal de la démocratie : médias, déontologie et M*A*R*S, Paris, Économica, 1999 (ISBN 978-2-7178-3939-5).
- La déontologie des médias, Presses universitaires de France, coll. « Que sais-je ? » no 3255, première édition en 1997
- Le méthodisme, Armand Colin collection U2 no 129
- Les Églises aux États-Unis, Presses universitaires de France, coll. « Que sais-je ? » no 161
- Les médias aux États-Unis, Presses universitaires de France, coll. « Que sais-je ? » no 1593, 5e édition 1997 (traduit en Japonais et Espagnol)
- Les médias en Grande-Bretagne, Presses universitaires de France, coll. « Que sais-je ? » no 3415, 1998
- La civilisation américaine, 4e édition, 1993
- Bertrand, Les États-Unis : histoire et civilisation : témoignages et documents, Nancy, Presses universitaires de Nancy, 1983 (ISBN 978-2-86480-021-7).
- Bertrand, Histoire documentaire des États-Unis, Nancy, Presses universitaires de Nancy, 1989 (ISBN 978-2-86480-257-0).
- (en) Claude Bertrand, The anglo-american book of wit and jokes, Paris, Ellipses, 2000, 172 p. (ISBN 978-2-7298-6882-6).
- The British Press, OCDI, 1969
- La TV por cable en America y Europa, Fundesco, Madrid, 1986
- Bertrand, Les États-Unis et leur télévision, Paris  Seyssel, France, Institut national de l'audiovisuel, Champ Vallon, 1989 (ISBN 978-2-87673-079-3)(Traduit en espagnol).
- Les médias américains en France, 1989
- Les médias français aux EU, 1994
- Les médias et l'information aux États-Unis depuis 1945, Ellipses, 1997  (ISBN 978-2-7298-5790-5)
- Claude Bertrand, Les Médias en Grande-Bretagne, Paris, Presses universitaires de France, coll. « Que sais-je ? », 1998 (ISBN 978-2-13-049502-4).
- News Media and Media Ethics, Médias, 2e édition, 1999 (Traduit en Roumain)
- La Déontologie des médias, Presses universitaires de France, coll. « Que sais-je ? », 2e édition, 1999 (Traduit aux États-Unis, Brésil, Roumanie, Arménie, Portugal, Grèce, Corée)
- (en) Bertrand, L'Arsenal de la démocratie : médias, déontologie et M*A*R*S, Paris, Économica, 1999 (ISBN 978-2-7178-3939-5)(Traduit aux États-Unis, Brésil et Japon).
- Claude-Jean Bertrand et Annie Baron-Carvais, Introduction à la pornographie : un panorama critique, Paris, la Musardine, 2001, 212 p. (ISBN 978-2-84271-107-8).